# Ockratråding
Ockratråding (Inocybe auricoma) är en svampart som först beskrevs av August Johann Georg Karl Batsch, och fick sitt nu gällande namn av Jakob Emanuel Lange 1887. Enligt Catalogue of Life ingår Ockratråding i släktet Inocybe,  och familjen Inocybaceae, men enligt Dyntaxa är tillhörigheten istället släktet Inocybe,  och familjen Crepidotaceae. Arten är reproducerande i Sverige. Inga underarter finns listade i Catalogue of Life.